# L'età matura
L'età matura (L'Âge mûr) è una delle sculture più importanti dell'artista francese Camille Claudel. Esistono una versione in gesso e almeno due versioni in bronzo, esposte rispettivamente al museo d'Orsay e al museo Rodin.

## Storia
Nel 1882, Camille Claudel, che aveva 18 anni, conobbe Auguste Rodin e divenne una sua allieva e la sua musa. Ella condivise il suo studio, partecipò attivamente a molte opere del maestro e intrattenne con lui una relazione artistica e amorosa, passionata e tumultuosa, che durò dieci anni circa.

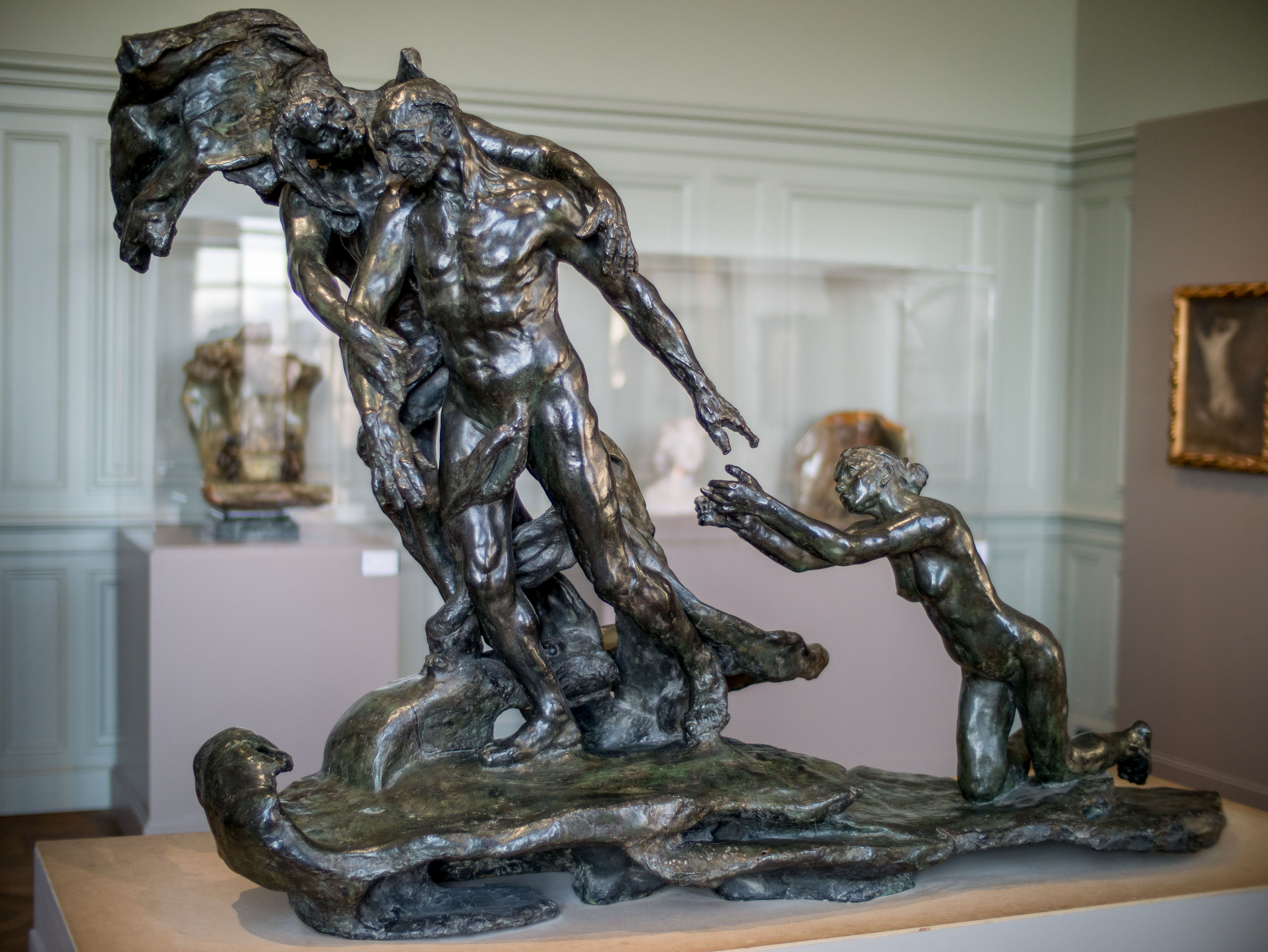
La versione del museo Rodin.

Nel 1892, Camille Claudel lasciò il suo maestro e amante dopo aver tentato senza successo di mettere da parte Rose Beuret, la compagna di Rodin. Rodin rifiutò le proposte di matrimonio di Camille Claudel, che poi sprofondò nella demenza prima di essere internata nel 1913. Dopo la rottura tra Camille Claudel e Rodin, quest'ultimo provò ad aiutarla tramite un intermediario e ottenne per lei una commissione statale dal direttore delle belle arti, anche se alla fine questa commissione non sarà mai concretizzata e Camille non riceverà mai un soldo dallo stato. L'età matura venne realizzata nel 1895 ed esposta come gesso nel 1899 al Salone delle Belle Arti della società nazionale delle belle arti. Sfortunatamente, Camille non aveva i mezzi per farne una fusione bronzea e fu un capitano in pensione, un tale Tissier, che la farà fondere a sue spese da Thiébaut Frères, nel 1902, in quanto il fonditore abituale era troppo caro; l'ufficiale conserverà questo bronzo con sé. In seguito verrà esposto al museo d'Orsay. Un secondo bronzo venne fuso da Frédéric Carvilhani dopo il 1913 e venne esposto al museo Rodin come dono di Paul Claudel.
I gessi di questa scultura furono realizzati tra il 1892 e il 1895, al momento della rottura, e testimoniano l'abbandono crudele di Rodin. Camille lo implora in ginocchio di raggiungerla allorché lo scultore torna da Rose. Ormai sola, Camille scrisse a suo fratello Paul Claudel, allora console a New York: "Sono ancora impegnata con il mio gruppo di tre. Ci metterò un albero pendente che esprimerà il destino." Rodin si scioccò e si infuriò quando vide la scultura per la prima volta nel 1899. Cessò di sostenere Claudel e forse potrebbe aver influenzato il ministero delle Belle Arti ad annullare la sua commissione. Paul Claudel ne parlava così:
Indicò anche, a proposito delle creazioni di sua sorella: "L'opera di mia sorella, quel che le conferisce il suo interesse unico, è che, nella sua interezza, è la storia della sua vita". Per Bruno Gaudichon, il direttore del museo La Piscine a Roubaix, "Ella è la prima a mescolare l'intimo con l'espressione artistica, per accedere a un linguaggio universale. Ella preannuncia Louise Bourgeois o Frida Kahlo".

## Descrizione
La scena rappresentata mostra una giovane (che simboleggia Camille Claudel) inginocchiata e supplicante, che tenta di trattenere il suo amante più anziano (che simboleggia Auguste Rodin). "Rodin", intanto, viene allontanato da una vecchia che cammina molto vicina a lui, che è una rappresentazione caricaturale della sua compagna di lunga data Rose Beuret, dalla quale non poté mai separarsi veramente. Il personaggio è circondato da vesti che svolazzano e avvolge le braccia al corpo nudo di Rodin. L'uomo già segnato dall'età sembra ancora esitare, ma le mani tese di Claudel non toccano più il suo braccio sinistro leggermente indietro, a simboleggiare la relazione che si è definitivamente infranta. Nella prima versione della scultura del 1894, conservata sotto forma di bozzetto in gesso, le mani dei personaggi si toccavano ancora e le posture del vecchio e della sua compagna erano girate verso la giovane inginocchiata, ma nella seconda versione la distanza è aumentata, non c'è più un contatto e Rodin e la sua compagna tendono ad allontanarsi da Claudel. Questo gruppo di figure è un'opera molto simbolica che incita lo spettatore a riflettere sulle relazioni umani nell'erotismo, l'amore, la vecchiaia e il decadimento. Nel personaggio inginocchiato, tutta la tragedia del destino di Camille Claudel appare chiaramente.

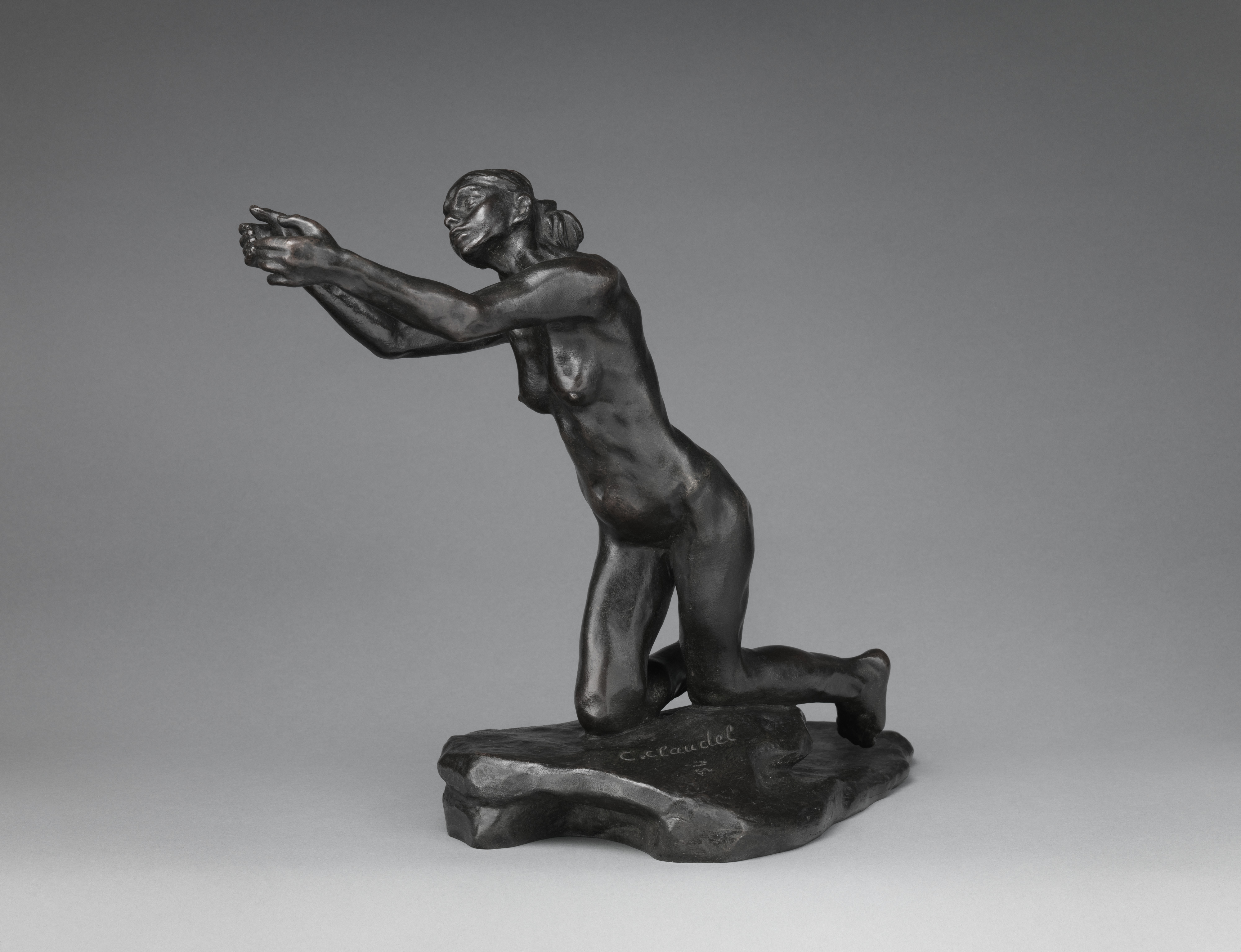
L'implorante, un'opera claudeliana incentrata sulla figura inginocchiata.

L'opera comprende tre personaggi nudi con dei drappi svolazzanti: una giovane ragazza inginocchiata ha appena lasciato andare la mano del secondo personaggio, un uomo più anziano in piedi, che è attirato nell'abbraccio del terzo personaggio, una donna più anziana. La figura della donna inginocchiata venne poi isolata e divenne un'opera a sé stante, chiamata L'implorante.
L'opera può essere vista come un'allegoria dell'invecchiamento, con l'uomo che si lascia alle spalle la giovinezza e prosegue verso la maturità ed eventualmente verso la morte; ma può si può anche vedere il riflesso dell'abbandono di Claudel da parte di Rodin: ella implora Rodin, ma questi si gira verso Rose Beuret. Claudel spiegò questo significato simbolico nelle lettere a suo fratello Paul, allora console a New York. Secondo lei, il gruppo rappresenta il destino. Basandosi su queste lettere, L'età matura può essere considerata un'opera autobiografica.